# قرامطة
القَرامِطة أو الحَركة القِرْمِطِيَّة أو دَوْلةُ القَرامِطة، هي دولة سياسيَّة مُتطرِّفة وفرقة دينيَّة مُتشددة انبثقت من الإسْماعِليَّة وكوَّنت مفهُومها الديني وأسلوبها الدعويّ المُشتق عنها لاحقًا. نشأت الحركة ثورة اجتماعيَّة وسياسيَّة ضد الخِلافة العبَّاسيَّة السُّنيَّة، وحاربت ضد الخِلافة الفاطِميَّة الإسماعيليَّة، حيث تمكَّن أبُو سَعيد الجنَّابي من إقامة دولة في إقليم البَحْرَيْن، إلا أن دعوتها وصلت اليَمَن، ونواحي اليَمامة والحِجاز، وأطراف الشَّام، وأبواب مِصْر. يُعدها بعض الباحثين من أوائل الثَّورات الاشتراكيَّة في العالم.
أسس الحركة الدينيَّة للقرامِطة رجُل يُدعى حَمَدان قِرْمِط، وبعث أبُو سَعيد الجنَّابي - من أصُولٍ فارسيَّة - داعيًا للحركة عنه إلى إقليم البَحْرَين، فاستطاع الأخير أن ينشر الدعوة تحت ستار العمل التجاري، وبعد أن كثُر أتباعُه، وزاد أنصارُه، أعلن قيام الثَّورة سنة 286 هـ / 899 م، وبدأ بمد نُفوذه على كامل البَحْرَيْن بعد أن استخدم القرامِطة أسلُوبًا مُتطرِّفًا بهدف إرعاب مُعارضيه وإسكاتهُم، وقد عمل طيلة حُكمه لتأكيد سُلطتهِ ونُفوذه في البَحْرَيْن، كما حاول غزو عُمان إلا أن ذلك لم يتحقق له، وقد أوصى لابنهِ الصَّغير سُليمان قبل وفاته. إلا أن أخُوه الأكبر أبُو القاسِم تولَّى زمام الأمُور مُؤقتًا حتى يصل سنَّ الرُّشد.
تولَّى سُليمان بن الحَسَن، الشَّاب الطمُوح والبالغ من العُمر 17 عامًا والذي عُرف بكنيته أبُو طاهِر الجنَّابي، حُكم القَرامِطة سنة 310 هـ / 923 م، والذي بدأ يُوجه أنظارُه للخِلافَة العبَّاسيَّة والتي كانت تُعاني ردحًا طويلًا من الضَّعف، حيث استفتح أوَّلُ سنةٍ من حُكمِه بالهُجوم على البَصْرة ونهبها، وبعد ثلاثة أعوام، دمَّر الكُوفة وهزم فيها الجَيْشُ العبَّاسِي، حتى هدد بدخُول العاصِمة العبَّاسِيَّة بَغْدَاد، إلا أن الاستعدادات العبَّاسيَّة حالت دُون ذلك.
قام أبُو طاهِر الجنَّابي بهُجومٍ صادِم للعالم الإسلامي سنة 317 هـ / 930 م، حيث هَجَم القَرامِطة على مكَّة المُكرَّمة، أقدس الأماكن الإسلاميَّة وفي موسم الحج، بعد أن أقسم أبُو طاهِر للحامية العبَّاسيَّة أنهُ ما جاء وأنصارُه إلا بسلام ولدفن موتاهُم، وبعد أن دخلها شرع القرامِطة بقتل الآلاف من الحجَّاج ونهب المدينة، كما اقتلع الحَجَر الأسْوَد من مكانه وذهب به إلى مقر عاصمته الأحْسَاء. اعتقد أبُو طاهِر أنهُ حدد المَهْدِيُّ المُنْتَظَر، والذي تجسَّد بشخص أبُو الفَضْل الأصْفَهاني، وهو شابٌ ادعى أنه من نسل السَّاسانِيين، حيث أن أبُو طاهِر سلَّم لهُ الدولة سنة 318 هـ / 931 م، والذي يُقال أنه دعا لإحياء المَجُوسِيَّة وطُقوسها مثل تبجيلُ النَّار، وكان يُبدي كراهيتهُ للعَرَب، وأحرق الكُتُب الإسلاميَّة خلال فترة حُكمٍ لهُ امتدَّت نحو ثمانين يومًا، وقد قامت والدة أبُو طاهِر بالتآمُر عليه للتخلُّص منه وكشف زيف ادعائه بالمهدويَّة بادعاء وفاتِها، حتى قام أبُو القاسِم سَعيد، وهو أخٌ لأبُو طاهِر بقتل الأصْفَهاني بعد ثُبوت إنسانيتهُ الطبيعية. عاد أبُو طاهِر بعد ذلك إلى القيام بغارَّات على قوافِل الحُجَّاج الذين يعبرون الجزيرة العربيَّة، وقد فشلت مُحاولات العبَّاسيين والفاطِميين المعنويَّة والماديَّة لإقناعه بإعادة الحَجَر الأسْوَد، حتى تُوفي بسبب مرض الجُدري سنة 332 هـ / 944 م. عاد الحجرُ الأسود بعد تهديد من الحاكِم الفاطِميّ العَزيز بالله للقرامِطة إلى مكَّة بعد قُرابة 22 عامًا من أخذه، ومع ذلك، فإن الحادثة كانت صادمة للعالم الإسلامي، وضربت مصداقيَّة القَرامِطة داخل المُجتمع.
نهض القَرامِطة بزعامة القائد العسكري الحَسَن الأعْصَم وحاربوا الإخْشِيديين بين 968 و977 م، حيث استولوا على دِمَشْق، والرَّملة وأجبروا سُكانها على دفع الجِزية. وبعد أن سيطرت الدولة الفاطِميَّة على مِصْر، وأطاحت بالإخشيديين، تصادم الطرفان، كما وجد العبَّاسيين فرصتهُم لدعم القَرامِطة بهدف الإطاحة بالفاطميين، وتمكَّن القَرامِطة من طرد الفاطميين من الشَّام مِرارًا، وحاولوا الزَّحف نحو مِصْر، إلا أن الفاطِميين تمكنوا من صدهم وهزيمتهم، فأبرموا مُعاهدة مع القَرامِطة وعادوا إلى الأحساء.
تقلَّص نُفوذ القَرامِطة مع الوقت بعد هزيمتهم على يد العبَّاسيين سنة 354 هـ / 976 م، كما انقسمت البِلاد لاحقًا بين إخوة أبُو طاهِر ووهن حالُها لفترةٍ طويلة بسبب هجمات القبائل العربيَّة على أماكنهم، حتى اختفى القَرامِطة نهائيًا سنة 1077 بعد أن فقدوا أسطولهم في جَزيرةُ البَحْرَيْن، وطُردوا من الأحساء نهائيًا على يد العُيونيُّون وحلفائهم بدعم من السَّلاجقة والعبَّاسيُّون.

## القرامطة من الناحية التاريخية
بعد وفاة الإمام جعفر الصادق الإمام السادس للشيعة حدث انشقاق في الصف الشيعي، فهناك من اعتبر إسماعيل بن جعفر هو الإمام وعرفوا فيما بعد بالإسماعيلية وهناك من اعتبر موسى بن جعفر الإمام السابع وهم يمثلون الأغلبية الساحقة للشيعة اليوم ويسمون بالإثنا عشرية لتمييزهم عن الإسماعيلية.

بايع الإسماعيليون محمد بن إسماعيل إماما لهم، ونتيجة لملاحقة الدولة العباسية له اضطر للخروج من الحجاز واختفى لتبدأ حملة سرية وواسعة لنشر العقيدة الإسماعيلية. وكانت الدعوة تجري باسم محمد بن إسماعيل الغائب والذي قيل إنه هو المهدي المنتظر وعند عودته سوف تملأ الأرض عدلا.

في عام 873 م وحين كانت الدولة العباسية قد بدأت بالتفكك والضعف، ظهرت أعداد كبيرة من الدعاة في اليمن والعراق وشرقي شبه الجزيرة العربية وأجزاء من بلاد فارس ينشرون المذهب الإسماعيلي، مما أثار غضب الدولة العباسية السنية والشيعة الإثنا العشرية لهذا الانتشار المفاجئ.

وكانت الدعوة الإسماعيلية في العراق تُقاد من قبل حمدان قرمط الذي تمكّن من تحقيق نجاح كبير واجتذاب الكثير للدعوة الإسماعيلية في العراق، وقد بعث حمدان أبو سعيد الجنابي إلى بلاد البحرين لنشر الدعوة هناك لتنتشر هناك بشكل كبير، كما انتشرت الدعوة في اليمن والمغرب ووسط وشمال فارس.
لقد مثّلت الإسماعيلية في الفترة من منتصف القرن التاسع حتى عام 899 م حركة موحدة تدعو إلى محمد بن إسماعيل على أنه إمام غائب سيعود وكانت القيادة المركزية للدعوة تقيم في سلمية بسورية وكانت هوية القادة المركزيين سرية.

في عام 899م أعلن عبيد الله المهدي -الخليفة الفاطمي فيما بعد- بأنه إمام وأنه يتناسل من سلالة محمد بن إسماعيل والذي لم يكن المهدي المنتظر وإنما أشاع الإسماعيليون ذلك خشية النيل من أبنائه وسلالته التي استمرت وهم (الوافي أحمد بن محمد بن إسماعيل ثم التقي محمد بن احمد المستور ثم الزكي عبد الله بن محمد) والذين لم يظهروا أنفسهم كأئمة بشكل علني خشية بطش الدولة العباسية، وبالتالي أعلن عبيد الله المهدي أنه الإمام الحادي عشر للمسلمين وأمر جميع الدعاة في مختلف الأمصار بإعلان ذلك ونشر الدعوة باسمه الخاص بدلا من مهدية محمد بن إسماعيل.

إلا أن الإسماعيلية في العراق والبحرين وخراسان رفضوا الاعتراف بإمامة عبيد الله وكان على رأسهم حمدان قرمط وواصلوا تمسّكهم بأيمانهم الأصلي بشأن مهدية محمد بن إسماعيل ليقيموا سنة 899 م دولة في البحرين ويعلنوا عن قطع علاقتهم بعبيد الله فعرفوا فيما بعد بالقرامطة.

## علاقة القرامطة بالخلافة الفاطمية في مصر
بدأت العلاقة بين القرامطة والفاطميين بهجرة بعض القبائل العربية التي اتبعت دعوة القرامطة إلى مصر، بدأ الفاطميون بمحاربة القرامطة وذلك مذكور في رسائل الحكمة عند الموحدين الدروز، التي تتضمن الرسالة التي بعثها الحاكم بأمر الله الفاطمي للقرامطة، بعد أن انتزع القرامطة الحجر الأسود من الكعبة، وأرسل الخليفة الفاطمي المهدي العلوي رسالة تهديد إلى أبو طاهر القرمطى يأمره برد الحجر الأسود إلى الكعبة وكتب عبيدالله المهدي في رسالته إلى أبو طاهر القرمطي يحذره أنّه إن لم يَرُد أموال أهل مكة التي سرقها وإرجاع الحجر الأسود إلى مكانه ووضع ستار الكعبة عليها مجدّداً فإنّه سيأتيه بجيش لا قِبَلَ له بهم، أذعن القرامطة للتهديد، وأعادوا موسم الحج، بعد تعطيله لمدة تقارب الإثنين وعشرين سنة.

## تعريف كلمة القرامطة
الجدير بالذكر أنه قد ورد في رسائل الحكمة شرحا لمعنى كلمة القرامطة، وقيل أن آدم الصفا عندما دعا إلى التوحيد، اتبعه القرامطة الذين سموا بهذا الاسم لأنهم كانوا يقرمطون (أي يعبسون)، ذكر البغدادي في كتابه «الفرق بين الفرق» أن القرامطة تنسب إلى حمدان قرمط لقب بذلك لقرمطة في خطه أو في خطوه، وكان في ابتداء أمره أكارا من أكرة سواد الكوفة وإليه تنسب القرامطة.

## القرامطة في اليمن
أسس القرامطة دولة لهم في اليمن على يد علي بن الفضل، لم تعمر تلك الدولة كثيرا، وانتهت بموت علي بن الفضل، ولم تترك آثارا هامة باليمن.

## القرامطة والقبائل العربية
اتبعت قبائل الجزيرة العربية دعوة القرامطة سياسيا فقط وليس دينيا، بحكم إهمال الدولة العباسية للقبائل العربية والجزيرة العربية على عكس الدولة الأموية في السابق التي كانت تجعلهم عماد الجيوش والفتوحات وإدخالهم في العمل السياسي، وسبب إهمال الدولة العباسية لاحقا الثورات المتتالية والعصيان للقبائل العربية بسبب أوضاعهم الاقتصادية، فانضمت للقرامطة لاحقا قبائل مثل بني هلال وبنو سليم وبنو معقل، وبنو كلب وفزارة وأشجع وغيرهم، وكانوا هم عماد جيش القرامطة الذي غَزَو به أنحاء الجزيرة العربية والعراق والشام ومصر، إلى أن بدأ الفاطميون في استقدام بني هلال وسليم وفزارة وأشجع وبنو معقل للاستقرار بمصر، فنزلت تلك القبائل في بحري وقبلي مصر واستقرت بصعيد مصر خصوصا لمدة تربو على القرن، ثم شجعها الخليفة الفاطمي المستنصر بمشورة وزيره اليازوري للاستقرار بشمال أفريقيا للقضاء على الحركة الاستقلالية التي قادها عامل الفاطميين في أفريقيا (تونس اليوم)، فنزحت بنو هلال وبني سليم وفزارة وأشجع وبنو معقل من صعيد مصر إلى شمال أفريقيا فيما عرف بتغريبة بني هلال، على اسم أكبر قبائل التغريبة، على إنه بقيت بقية لتلك القبائل في مصر.

## القبائل العربية التي ساندت القرامطة
- قبائل بني قيس.
- بنو كلاب.
- بنو ضبة.
- بنو الخريس.
- بنو عقيل.
- بنو أسد.
- بنو هلال.
- بنو سليم.
- بنو خفاجه.
- بنو نبهان.

## القبائل العربية التي حاربت القرامطة
- قبيلة هذيل - حاربتهم في معارك هذيل والقرامطة في مكة

## القرامطة وهجومهم على مكة
هاجم قرامطة البحرين مكة في موسم الحج، وقتلوا زهاء ثلاثين ألفا من أهل مكة ومن الحجاج وسبوا النساء والذراري ونهبوا المدينة. لم يكتفِ القرامِطة بما قاموا، بل خلعوا باب الكعبة، وسلبوها كسوتها، واقتلعوا الحجر الأسود من مكانه بهدف العودة إلى عاصمتهم هجر، إلا أنه وفي أثناء طريق العودة، وقعت بينهم وبين قبيلة هذيل معارك بين البراري، حتى كاد بعض القرامطة أن يهلكوا آنذاك، وتمكن عدد كبير من الأسرى الذين أخذوهم القرامِطة عِنوةً من مكَّة، من الفرار من الموقع، إلا أن القرامِطة تمكنوا من العودة إلى البحرين وبحوزتهم الحجر الأسود حيث أبقوه عندهم نحو اثنتين وعشرين سنة، ثم أعادوه إلى مكة.

## القرامطة اقتصادياً
القرامطة من الذين عرفوا خطورة تهريب المال والذهب خارج حدود الدولة فقاموا بصك نقود من الرصاص. ذكر الباحث السوري محمد أمين جوهر أن الدولة القرمطية كانت تقدم العون المادي لمن يستطيع أن يبني عملاً أو حرفة أو زراعة، وأنهم قاموا بشق الأقنية وزراعة النخيل، وكان يمنع ذبح الحيوانات بين الناس، أما تمويل الدولة فكان من خلال الضرائب التي تأخذها نتيجة مشاركتها في معظم الأعمال، وكان يدخل كذلك خزينة الدولة الضرائب التي فرضها القرامطة على الدولة العباسية، ويذكر أن جيش المقتدر بالله الذي أرسله للقضاء على الدولة القرمطية كان يزيد على الثمانين ألف محارب وجيش القرامطة الذي تصدّى له حسب ما اتفق عليه الباحثون لم يتجاوز ألفان وسبعمائة رجل، وجاء ذكر ذلك في رسالة أبي طاهر للخليفة المقتدر، ويدل ذلك على مدى تمسك الناس بدولة قامت بتأمين العدالة الاجتماعية للناس وقضت على الفقر ودولة القرامطة وصلت إلى السلمية في سوريا شرق مدينة حماه وسط سورية، حيث نشبت العديد من الحروب بين القرامطة والفاطميين.
تألفت موارد بيت مال الإمارة القرمطية من رسوم موانئ أوال وعقاراتها، ومن الإتاوات المفروضة على الأقطار المجاورة مثل الكوفة والبصرة وعمان والشام. وكانت إيرادات هذه الموارد تتجاوز المليون دينار سنوياً، ويضاف إلى ذلك موارد أخرى تجبى من قوافل الحج السنوية ومن السفن المارة في ساحل الإحساء ومن غنائم الغزوات، فضلاً عن حصة الخزينة العامة من اللؤلؤ المستخرج من مياه الخليج.

## أشهر الشخصيات
- حمدان بن الأشعث، المعروف أيضاً باسم «قرمط»
- أبو سعيد الحسن بن بهرام الجنابي في إقليم البحرين
- عبدان الداعية
- أبو طاهر سليمان بن الحسن الهجري
- أبو يعقوب يوسف بن الحسن الجنابي
- يحيى بن زكرويه
- أبو هارون الخطي

## نهاية القرامطة
في عام 931 م سلم أبو طاهر الجنابي -وهو قائد القرامطة في البحرين- زمام الدولة في البحرين إلى شاب فارسي كان قد رأى فيه المهدي المنتظر، لكن ثبت أن ذلك القرار كان مدمرا بالنسبة للحركة القرمطية، فقد أقدم ذلك الشاب على إعدام بعض أعيان دولة البحرين حتى وصل الأمر إلى سب النبي محمد والأنبياء الآخرين، الأمر الذي هز القرامطة والمجتمع الإسلامي ككل مما اضطر أبا طاهر للاعتراف أنه قد خُدِع وأن هذا الشخص دجال وأمر بقتله.

لم تدم زعامة الشاب الفارسي إلا 80 يوماً إلا أنها أضعفت نفوذ القرامطة وكانت إيذانا ببداية نهاية دولتهم.

تحولت الأعمال العدائية بين قرامطة البحرين والفاطميين إلى حرب معلنة إبان عهد الإمام المعز وذلك في أعقاب ضم الفاطميين لمصر سنة 969 م. وبحلول نهاية القرن العاشر كان قرامطة البحرين قد تقلّصوا إلى قوة محلية وبحلول منتصف القرن الحادي عشر كانت الجماعات القرمطية في العراق وفارس وما وراء النهر قد انحازت إلى جانب الدعوة الفاطمية.
بدأ الضعف يسري في بنيان دولة القرامطة منذ نهاية القرن الرابع الهجري، فاستغلت قبائل إقليم البحرين هذه الفرصة وأخذوا ينازعونهم السيادة. وذكر ابن خلدون في تاريخه: أن الأصغر أبا الحسن الثعلبي زعيم بني ثعلب في الإحساء قد تحالف مع بني مكرم رؤساء عمان لطرد القرامطة، فاستولى بني مكرم على عمان والأصغر على الإحساء وخطب فيها للخليفة العباسي.
وأدى ضعف القرامطة إلى ظهور أربع تكتلات في إقليم البحرين وهي:
1. بنو الزجاج في جزيرة أوال: ويقودها أبو بهلول العوَّام من عبد القيس. كان ضامنا للمكوس في جزيرة أوال.
2. إمارة آل عياش في القطيف: من بني عبد القيس، قضوا على حكم البهلول في جزيرة أوال، مما مكّنهم من توحيدها مع القطيف.
3. العيونيون: بزعامة عبد الله بن علي العيوني.[9]
4. الأصغر بن زياد التغلبي شيخ تغلب وبكر الذي ملك هجر وكسر القرامطة خمس سنين وخطب فيها للعباسيون.

عندما هُزِم القرامطة أمام نفوذ آل البهلول المتنامي في جزيرة أوال بالبحرين وفقد العديد من جنود وسفن القرامطة غرقا، فتدهوروا وتخلت عنهم العديد من القبائل، فتعاهدت بعض بطون ربيعة بن نزار على التخلص من نفوذ القرامطة، فأمروا عليهم عبد الله بن علي العيوني زعيم آل إبراهيم ومؤسس دولة العيونيين.

### الحرب مع العيونيين
صارت هناك بعض المناوشات العسكرية بين عبد الله بن علي العيوني والقرامطة، ولكنه لم يتمكّن من إزالتهم لكثرتهم مقارنة لما معه، وخاصة أن بعض القبائل بقيت متفرجة لتعرف لمن تكون الغلبة، فأرسل سنة 465 هـ / 1072 م وقيل سنة 466 هـ / 1073 م  وفداً إلى الخليفة العباسي القائم بأمر الله والسلطان السلجوقي ملك شاه ووزيره نظام الملك يطلب منهم المدد لمواجهة القرامطة، فرحب به السلطان ملك شاه أشد الترحيب، فقد كانت فرصته لكي يفرض سيادته على الإحساء ومنها على باقي إقليم البحرين، ولكي ينتقم من يحيى بن عايش جرّاء ما فعله بقائده كجكينا وبجيشه من قبل.

## نظرةأهل السنة والجماعةللقرامطة
يعتقد أهل السنة والجماعة أن القرامطة هي حركة باطنية هدّامة، تنتسب إلى شخص اسمه حمدان بن الأشعث ويلقب بقرمط لقصر قامته وساقيه وهو من عربستان في الأحواز ثم رحل إلى الكوفة، وقد اعتمدت هذه الحركة التنظيم السري العسكري، وكان ظاهرها التشيع لآل البيت والانتساب إلى محمد بن إسماعيل بن جعفر الصادق.

## من آثار القرامطة الباقية لليوم
- عين الكعيبة وهي عين عظيمة كانت تسقي غابات النخيل القريبة والبعيدة وهي جافة الآن تقع غرب مدينة القطيف بالمملكة العربية السعودية وميزة هذه العين بأن القرامطة وضعوا الحجر الأسود بها بعد ما سرقوه من مكة المكرمة.
- يوجد اليوم في مصر قرية تعرف باسم «القرامطة شرق» بمركز ساقلتة، و«القرامطة غرب» بمركز سوهاج بمحافظة سوهاج، وهي أحد الآثار التي تخلّفت عن استقرار تلك القبائل بصعيد مصر، ورد اسم تلك القرية في القاموس الجغرافي لرمزي.

## الهوامش
1. ↑  محمد سهيل طقوش (2014). تَارِيخ الزَّنْج وَالقَرَامِطَة وَالحَشَّاشِين (ط. الأولى). بيروت: دار النفائس للطباعة والنشر والتوزيع. ص. 65. ISBN:978-9953-18-534-7. OCLC:1230084579. QID:Q107182454.
2. ↑  خرافات الحشاشين وأساطير الإسماعيليين/فرهاد دفتري/ص 36
3. ↑  خرافات الحشاشين وأساطير الإسماعيليين/فرهاد دفتري/ص 38
4. ↑  خرافات الحشاشين وأساطير الإسماعيليين/فرهاد دفتري/ص 39
5. ↑  بوابة الحرمين الشريفين - القرامطة وهجومهم على مكة في القرن الرابع الهجري نسخة محفوظة 10 فبراير 2018 على موقع واي باك مشين.
6. 1 2  السعدون، خالد. مختصر التاريخ السياسي للخليج العربي من أقدم حضاراته حتى سنة 1971. جداول للنشر والتوزيع. 2012، ص 56 - 61
7. ↑  خرافات الحشاشين وأساطير الإسماعيليين\فرهاد دفتري\ص 43
8. ↑  فرهاد دفتري\ص 43
9. 1 2  الحياة السياسية والاقتصادية في إقليم البحرين وعمان بين القرنين الخامس والسابع الهجري (الحادي عشر والثالث عشر ميلادي). د. عبد الله جاسم علي آل ثاني. دار العلوم العربية بيروت. الطبعة الأولى 1429 هـ - 2008 م. ص:110-111. ISBN 978-9953-0-1188-2
10. ↑  تاريخ ابن خلدون. ج4، ص:118
11. 1 2 3  تاريخ الخليج وشرق الجزيرة العربية المسمى: إقليم بلاد البحرين في ظل حكم الدويلات العربية. د. محمد محمود خليل. مكتبة مدبولي. ط:2006. ISBN 977-208-592-5
12. ↑  الإحسائي: تحفة المستفيد ج 1 ص 98 وعبد الرحمن بن عثمان: تاريخ الإمارة العيونية، ص: 148
13. ↑  سبط بن الجوزي مرآة الزمان:ج:13 ص:38

## وصلات خارجية
- القرامطة والباطنية عبر التاريخ
- شبكة رافد الثقافية